# Idrottsföreningen Sylvia
L'Idrottsföreningen Sylvia (meglio noto come IF Sylvia o semplicemente Sylvia) è una società calcistica svedese con sede nella città di Norrköping.
A partire dal 2010 ha scelto stabilmente di disputare le proprie partite casalinghe al Nya Parken, stadio da oltre 17.000 posti in cui aveva già giocato in passato in Superettan a causa della mancata omologazione del Bollspelaren.

## Storia
Le origini del nome della squadra (fondata nel 1922) non sono ufficialmente note, anche se secondo alcune fonti l'ispirazione sarebbe venuta da una donna che portava quel nome.
Nel corso della Coppa di Svezia 1995-1996 il Sylvia, che all'epoca militava in terza serie, ha eliminato dalla competizione l'IFK Göteborg che solo l'anno prima aveva raggiunto i quarti di finale di Champions League.
Uno dei periodi di maggior splendore della storia bianconera è però iniziato sul finire degli anni '90, quando ci fu il sorpasso ai danni dei concittadini dello Sleipner, diventando la seconda squadra più forte della città di Norrköping. Nel 1998 la squadra ha fatto il suo debutto in seconda serie, il primo campionato di una serie di 6 partecipazioni consecutive al torneo cadetto, fino alla retrocessione del 2003. Nel 2006 il Sylvia ha vinto il campionato di Division 1 riuscendo ad essere promosso, ma il ritorno in Superettan è durato un solo anno a causa dell'ultimo posto in classifica.
Al termine della stagione 2014 la squadra è retrocessa in Division 2, la quarta serie del calcio svedese in cui non militava dal 1993.

## Palmarès

### Competizioni nazionali
- Division 1: 1

2006

### Altri piazzamenti
- Division 1:

Finalista play-off: 2011